# George W. Croft

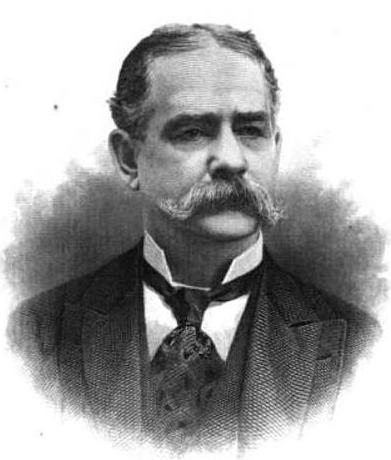
George W. Croft

George William Croft (* 20. Dezember 1846 im Newberry County, South Carolina; † 10. März 1904 in Washington, D.C.) war ein US-amerikanischer Politiker. Zwischen 1903 und 1904 vertrat er den Bundesstaat South Carolina im US-Repräsentantenhaus.

## Werdegang
George Croft besuchte die öffentlichen Schulen in Greenville. Während des Bürgerkrieges trat er im Jahr 1863 in die Militärakademie von South Carolina in Charleston ein. 1864 wurde er, wie alle Kadetten der Akademie, in die Armee der Konföderierten Staaten eingegliedert. Bis zum Ende des Krieges im April 1865 blieb er beim Militär. In den Jahren 1866 und 1867 setzte Croft seine Ausbildung mit einem Studium an der University of Virginia in Charlottesville fort. Nach einem anschließenden Jurastudium und seiner im Jahr 1869 erfolgten Zulassung als Rechtsanwalt begann er in seinem neuen Beruf zu praktizieren. Später wurde er Präsident der Anwaltskammer seines Staates.
Croft war Mitglied der Demokratischen Partei. In den Jahren 1882 und 1883 sowie nochmals von 1901 bis 1902 saß er als Abgeordneter im Repräsentantenhaus von South Carolina. Zwischenzeitlich war er auch Mitglied des Staatssenats. Im Jahr 1902 wurde er im zweiten Wahlbezirk von South Carolina in das US-Repräsentantenhaus in Washington gewählt, wo er am 4. März 1903 die Nachfolge von W. Jasper Talbert antrat. Croft konnte seine bis zum 3. März 1905 laufende Legislaturperiode im Kongress aber nicht mehr beenden, weil er am 10. März 1904 verstarb. Seine Amtszeit wurde nach einer Nachwahl von seinem Sohn Theodore (1874–1920) beendet.